# Eupsilia strigifera
Eupsilia strigifera là một loài bướm đêm trong họ Noctuidae.